# Lincoln – folkets helt
Lincoln – folkets helt (originaltitel Young Mr. Lincoln) er et drama fra 1939 om præsident Abraham Lincolns unge dage. Filmen er instrueret af John Ford og har Henry Fonda i hovedrollen.

## Handlingen
Filmen foregår i Lincolns unge dage, lige da han er begyndt som sagfører i byen Springfield. Men kort efter sin ankomst skal han forsvare to unge mænd, der er anklaget for mord, og det eneste vidne til forbrydelsen er en person, som hævder at have set mordet i fuldmånens klare skær.
En familie, der kommer gennem byen New Salem i deres overdækkede prærievogn, skal bruge varer fra Lincolns butik, og det eneste de har af værdi, som han vil modtage som betaling, er en lovsamling.  Han fortæller om sine ambitioner til en ung kvinde. Hun dør. Han flytter til den nærliggende by Springfield, som netop er blevet forbundsstatens hovedstad, og starter en sagførervirksomhed sammen med en ven. Han træffer en ung kvinde fra Kentucky, Mary Todd. Og da en mand bliver dræbt under en skovtur den 4. juli, stopper han lynchningen af dem ved at fortælle den vrede menneskemængde, at han har hårdt brug for de anklagede i hans første rigtige sag.